# Діляра Аксюек
Діляра Аксюек (тур. Dilara Aksüyek; нар. 24 липня 1987) — турецька акторка.

## Біографія
Діляра народилася 24 липня 1987 року в Ізмірі, вона єдина дитина в сім'ї. До 7 років Діляра жила в Ізмірі, потім її сім'я переїхала в Едірне. Навчалася в театральній студії центру мистецтв Мюждата Гезена.
Діляра стала відома після ролі Шадіе в серіалі «Милосердя». У 2015 році Діляра приєдналася до акторського складу серіалу «Величне століття. Нова володарка». Спочатку Діляра грала черкесскую наложницю Рашу-хатун, однак після п'ятої серії серіал покинула актриса Джейда Олгунер, яка виконувала роль Махфіруз. Творцями серіалу було прийнято рішення змінити на Махфірузе ім'я персонажа Діляри.
Ще більшу популярність отримала після виходу серіалу "Наречена зі Стамбула"
Також знімалась в "Несправність" та "Проблема на голову"
Наразі Діляра знімається у драматичному серіалі "Батько", де одну з головних ролей грає актор Толга Сариташ

## Особисте життя
З літа 2015 року Діляра зустрічається з актором Джейхуном Менгіроглу. У 2020 році стало відомо, що пара розійшлася.

## Фільмографія
| Рік       | Назва                            | Оригінальна назва           | Роль                    | Примітки             |
| --------- | -------------------------------- | --------------------------- | ----------------------- | -------------------- |
| 2012      | Один із будинків                 | Evlerden Biri               | Філіз                   | Другорядний персонаж |
| 2013-2014 | Милосердя                        | Merhamet                    | Шадіє                   | Другорядний персонаж |
| 2014      | Мій давній друг                  | Kadim Dostum                | Деніз                   | Другорядний персонаж |
| 2015      | Її ім‘я щастя                    | Adı Mutluluk                | Долунай                 | Головна роль         |
| 2015-2016 | Величне століття. Нова володарка | Muhteşem Yüzyıl: Kösem      | Махфіруз Хадідже Султан | Другорядний персонаж |
| 2016      | Позбавлений                      | Mahrumlar                   | Танем                   | Другорядний персонаж |
| 2017-2019 | Наречена зі Стамбула             | İstanbullu Gelin            | Іпек Боран              | Другорядний персонаж |
| 2020-2021 | Несправність                     | Arıza                       | Фюсун Кескін            | Другорядний персонаж |
| 2021      | Проблема на голову               | Baş Belası                  | Назли Тузун             | Другорядний персонаж |
| 2022-     | Батько                           | Baba                        | Еліф Пакташ             | Другорядний персонаж |
| 2022      | Серцевий біль                    | Yürek Çıkmazı               | Феріде Текін Бююкдере   | Другорядний персонаж |
| 2024      | Я не можу вписатися в цей світ   | Ben Bu Cihana Sığmazam      | Арзу                    | Другорядний персонаж |
| 2024      | Лейла                            | Leyla: Hayat… Aşk… Adalet.. | Серап Чімен             | Другорядний персонаж |